# Шуплатлер
Шу́платлер (от нем. Schuh — «ботинок» и нем. platteln — «хлопать») — традиционный баварский и тирольский танец, который включает в себя быстрые, почти акробатические движения, с хлопками по ногам и подошве обуви, прыжки, повороты, иногда используется йодль и шлепки.
Музыка, как правило, исполнялась в три четверти, на цитре или гитаре, а с 1830 года — на аккордеоне или концертине.
Многие народные клубы практикуют шуплатлер, чтобы поддержать тирольские традиции и культуру. Для танцоров обязательными предметами одежды являются ледерхозе и дирндль. В основном танцуют взрослые, но танец становится всё более популярным среди молодёжи из-за красочных костюмов и забавных движений в хореографии.
В танцах на скамейках танцоры используют деревянные скамейки, чтобы танцевать вокруг них и ритмично бить ими по земле. Танец на скамейке начинается с того, что танцоры размахивают деревянными скамейками влево и вправо. Они обходят скамейки, хлопая в ладоши. Во время этого танца скамейками ритмично бьют по земле под музыку аккордеона.
Другой вариант — танец лесорубов, похожий, но более разнообразный. Он представляет лесорубов, которые танцуют вокруг бревна, а затем в ритме музыки рубят его топорами и пилят пилами.
Ещё один вариант танца — это мельница, где танцор окружён тремя другими и составляет стержень мельницы, вокруг которого вращаются её лопасти. 